# Catocala contemnenda
Catocala contemnenda és una espècie de papallona nocturna de la subfamília Erebinae i la família Erebidae. Es troba a Xinjiang, (Xina).